# Santa Cruz da Graciosa
Santa Cruz da Graciosa és un municipi de les Açores (Portugal), situat a l'illa Graciosa. Se sotsdivideix en quatre parròquies:
- Guadalupe
- Luz
- Praia (ou São Mateus)
- Santa Cruz da Graciosa

| Població del municipi de Santa Cruz da Graciosa (1849 – 2004) | Població del municipi de Santa Cruz da Graciosa (1849 – 2004) | Població del municipi de Santa Cruz da Graciosa (1849 – 2004) | Població del municipi de Santa Cruz da Graciosa (1849 – 2004) | Població del municipi de Santa Cruz da Graciosa (1849 – 2004) | Població del municipi de Santa Cruz da Graciosa (1849 – 2004) | Població del municipi de Santa Cruz da Graciosa (1849 – 2004) | Població del municipi de Santa Cruz da Graciosa (1849 – 2004) |
| ------------------------------------------------------------- | ------------------------------------------------------------- | ------------------------------------------------------------- | ------------------------------------------------------------- | ------------------------------------------------------------- | ------------------------------------------------------------- | ------------------------------------------------------------- | ------------------------------------------------------------- |
| 1849                                                          | 1900                                                          | 1930                                                          | 1960                                                          | 1981                                                          | 1991                                                          | 2001                                                          | 2004                                                          |
| 5.349                                                         | 8.359                                                         | 8.470                                                         | 8.669                                                         | 5.377                                                         | 5.189                                                         | 4.780                                                         | 4.777                                                         |